# Нульовий канал
«Нульови́й кана́л» (англ. Channel Zero) — американський телесеріал-антологія в жанрі жахів, створений Ніком Антоскою, який також постає в ролі його сценариста, шоуранера і виконавчого продюсера. Сюжет серіалу базується на низці популярних крипіпаст з інтернету.
Прем'єра першого сезону серіалу відбулася 11 жовтня 2016 року. Він заснований на інтернет-легенді Кріса Штрауба під назвою «Candle Cove». В ролі режисера було обрано Крейга Вільяма Макніла, а в головних ролях грають Пол Шнайдер і Фіона Шоу. У центрі сюжету історія про чоловіка з нав'язливими спогадами про загадкову дитячу телепрограму 1980-х років. Прем'єра другого сезону, заснованого на історії Браяна Рассела «No-End House», відбулася 20 вересня 2017 року. Його режисером став Стівен Піт.
Третій сезон під назвою Butcher's Block, прем'єра якого відбулася 7 лютого 2018 року, базується на крипіпасті «Search and Rescue Woods» Керрі Гаммонд. Він був знятий режисером Аркашею Стівенсон. Четвертий сезон The Dream Door транслювався з 26 по 31 жовтня 2018 року. Він базується на історії «Hidden Door» Шарлотти Байвотер, а його режисером виступає Е. Л. Кац. 
16 січня 2019 після чотирьох сезонів Syfy ухвалив рішення скасувати серіал.

## Історія створення
2015 року телеканал Syfy оголосив, що погодив створення 12 епізодів нового серіалу під назвою «Нульовий канал», які мають транслюватися у вигляді двох сезонів по шість серій. Перший сезон зосередиться на популярній в інтернеті крипіпасті «Candle Cove». Виробничою компанією серіалу буде Universal Cable Production, а його виконавчими продюсерами стануть Макс Лендіз і Нік Антоска.
У лютому 2016 року Крейг Вільям Макніл був обраний режисером першого сезону серіалу. В червні 2016 року було підтверджено, що в головних ролях будуть актори Пол Шнайдер і Фіона Шоу. Шнайдер зіграє дитячого психолога Майка Пейнтера, чий брат-близнюк зник багато років тому, а його мати, яку грає Шоу, не поділяє його бажання провести розслідування цього інциденту. Зйомки почалися в Селкірку (Манітоба, Канада) у травні 2016 року, а завершилися 28 липня того ж року.
Зйомки другого сезону теж проходили в Манітобі з серпня по жовтень 2016 року. Допрем'єрний показ першого епізоду відбувся 2017 року на Comic-Con у Сан-Дієго. Пізніше у Twitter Нік Антоска повідомив, що повноцінна прем'єра другого сезону буде на Syfy вже 20 вересня 2017.

## Сприйняття
Перший сезон «Нульового каналу» отримав загалом схвальні відгуки критиків. На сайті Rotten Tomatoes його рейтинг схвалення на основі 21 відгуку становить 86 %. Критичний консенсус сайту звучить так: «Моторошний, тривожний і напрочуд унікальний. Серіал спирається на всім зрозумілі дитячі страхи, водночас поступово розкриває свою таємницю, яка здатна викликати мурашки». На Metacritic сезон має рейтинг 76 зі 100 на основі 14 критичних оглядів.
Другий сезон серіалу, в свою чергу, отримав дуже схвальні відгуки. На Rotten Tomatoes він має максимальний рейтинг схвалення. Критики погоджуються, що в порівнянні з першим сезоном «головна таємниця No End House є більш виразною та моторошною» і що серіал «підтвердив свій статус однієї з найстрашніших телепередач в жанрі жахів».
Третій сезон також має максимальний рейтинг схвалення на Rotten Tomatoes. Консенсус критиків на сайті гласить: «Моторошніше, ніж будь-коли. На додачу до щільної історії Butcher's Block містить доволі тривожну складову, як і належить гарному горору». Рейтинг схвалення критиками четвертого сезону серіалу на Rotten Tomatoes дорівнює 88 %, а на Metacritic на основі 5 відгуків він отримав оцінку 75 балів.

### Нагороди та номінації
| Рік  | Нагорода                 | Категорія                                     | Номінант         | Результат | Пос.   |
| ---- | ------------------------ | --------------------------------------------- | ---------------- | --------- | ------ |
| 2017 | Saturn Awards            | Найкраща телепостановка                       | «Нульовий канал» | Номінація | [ 29 ] |
| 2017 | Fangoria Chainsaw Awards | Найкращий телесеріал                          | «Нульовий канал» | Номінація | [ 30 ] |
| 2017 | Fangoria Chainsaw Awards | Найкращі спецефекти на телебаченні            | Даг Морроу       | Номінація | [ 30 ] |
| 2017 | Fangoria Chainsaw Awards | Найкращий актор на телебаченні                | Пол Шнайдер      | Номінація | [ 30 ] |
| 2017 | Fangoria Chainsaw Awards | Найкраща акторка другого плану на телебаченні | Фіона Шоу        | Номінація | [ 30 ] |
| 2018 | Saturn Awards            | Найкраща телепостановка                       | «Нульовий канал» | Номінація | [ 31 ] |

## Епізоди

### Сезони серіалу
| Сезон | Назва           | Епізоди | Епізоди | Оригінальний показ | Оригінальний показ |
| Сезон | Назва           | Епізоди | Епізоди | Перший показ       | Останній показ     |
| ----- | --------------- | ------- | ------- | ------------------ | ------------------ |
| 1     | Candle Cove     | 6       | 6       | 11 жовтня 2016     | 15 листопада 2016  |
| 2     | No-End House    | 6       | 6       | 20 вересня 2017    | 25 жовтня 2017     |
| 3     | Butcher's Block | 6       | 6       | 7 лютого 2018      | 14 березня 2018    |
| 4     | The Dream Door  | 6       | 6       | 26 жовтня 2018     | 31 жовтня 2018     |

### Сезон 1:Candle Cove(2016)
Дитячий психолог повертається до свого рідного міста, щоб з'ясувати, чи пов'язане якось зникнення його брата із серією подібних інцидентів і дивним дитячим телесеріалом.
| № серії (загалом) | № серії (в сезоні) | Назва серії                   | Режисер(и)          | Сценарист(и)                            | Оригінальна дата показу | Глядачів US (млн) |
| ----------------- | ------------------ | ----------------------------- | ------------------- | --------------------------------------- | ----------------------- | ----------------- |
| 1                 | 1                  | «You Have to Go Inside»       | Крейг Вільям Макніл | Нік Антоска                             | 11 жовтня 2016          | 0,76              |
| 2                 | 2                  | «I'll Hold Your Hand»         | Крейг Вільям Макніл | Дон Манчіні та Нік Антоска              | 18 жовтня 2016          | 0,63              |
| 3                 | 3                  | «Want to See Something Cool?» | Крейг Вільям Макніл | Гарлі Пейтон                            | 25 жовтня 2016          | 0,55              |
| 4                 | 4                  | «A Strange Vessel»            | Крейг Вільям Макніл | Еріка Салех і Нік Антоска               | 1 листопада 2016        | 0,47              |
| 5                 | 5                  | «Guest of Honor»              | Крейг Вільям Макніл | Кеті Груел і Мелорі Вестфолл            | 8 листопада 2016        | 0,44              |
| 6                 | 6                  | «Welcome Home»                | Крейг Вільям Макніл | Нік Антоска, Гарлі Пейтон і Дон Манчіні | 15 листопада 2016       | 0,42              |

### Сезон 2:No-End House(2017)
Молода жінка та компанія її друзів відвідують будинок жахів, але зрештою розуміють, що це не просто туристичний атракціон, а щось більш зловісне.
| № серії (загалом) | № серії (в сезоні) | Назва серії            | Режисер(и) | Сценарист(и)                      | Оригінальна дата показу | Глядачів US (млн) |
| ----------------- | ------------------ | ---------------------- | ---------- | --------------------------------- | ----------------------- | ----------------- |
| 7                 | 1                  | «This Isn't Real»      | Стівен Піт | Нік Антоска                       | 20 вересня 2017         | 0,39              |
| 8                 | 2                  | «Nice Neighborhood»    | Стівен Піт | Гарлі Пейтон і Меллорі Вестфолл   | 27 вересня 2017         | 0,38              |
| 9                 | 3                  | «Beware the Cannibals» | Стівен Піт | Дон Манчіні та Еріка Салех        | 4 жовтня 2017           | 0,41              |
| 10                | 4                  | «The Exit»             | Стівен Піт | Нік Антоска та Кеті Груел         | 11 жовтня 2017          | 0,48              |
| 11                | 5                  | «The Damage»           | Стівен Піт | Гарлі Пейтон і Ліза Лонг          | 18 жовтня 2017          | 0,41              |
| 12                | 6                  | «The Hollow Girl»      | Стівен Піт | Нік Антоска та Енджел Варак-Іглар | 25 жовтня 2017          | 0,37              |

### Сезон 3:Butcher's Block(2018)
Молода жінка та її сестра, хвора на шизофренію, переїжджають до міста, яке потерпає від серії зникнень. Підозрюючи, що вони якось пов'язані з загадковими чутками, сестри починають працювати разом, аби з'ясувати, що полює на жителів міста.
| № серії (загалом) | № серії (в сезоні) | Назва серії              | Режисер(и)       | Сценарист(и)                                        | Оригінальна дата показу | Глядачів US (млн) |
| ----------------- | ------------------ | ------------------------ | ---------------- | --------------------------------------------------- | ----------------------- | ----------------- |
| 13                | 1                  | «Insidious Onset»        | Аркаша Стівенсон | Нік Антоска                                         | 7 лютого 2018           | 0,38              |
| 14                | 2                  | «Father Time»            | Аркаша Стівенсон | Гарлі Пейтон, Меллорі Вестфолл і Енджел Варак-Іглар | 14 лютого 2018          | 0,33              |
| 15                | 3                  | «All You Ghost Mice»     | Аркаша Стівенсон | Анджела Ламанна, Джастін Бойд і Нік Антоска         | 21 лютого 2018          | 0,28              |
| 16                | 4                  | «Alice in Slaughterland» | Аркаша Стівенсон | Гарлі Пейтон                                        | 28 лютого 2018          | 0,25              |
| 17                | 5                  | «The Red Door»           | Аркаша Стівенсон | Нік Антоска, Джастін Бойд і Меллорі Вестфолл        | 7 березня 2018          | 0,27              |
| 18                | 6                  | «Sacrifice Zone»         | Аркаша Стівенсон | Нік Антоска, Гарлі Пейтон і Анджела Ламанна         | 14 березня 2018         | 0,34              |

### Сезон 4:The Dream Door(2018)
Молодята Джилліан і Том привнесли власні таємниці у свій шлюб. Проте коли вони виявляють таємничі двері у своєму підвалі, ці секрети починають загрожувати як їхнім стосункам, так і їхньому життю.
| № серії (загалом) | № серії (в сезоні) | Назва серії                      | Режисер(и) | Сценарист(и)                                                               | Оригінальна дата показу | Глядачів US (млн) |
| ----------------- | ------------------ | -------------------------------- | ---------- | -------------------------------------------------------------------------- | ----------------------- | ----------------- |
| 19                | 1                  | «Ashes on My Pillow»             | Е. Л. Кац  | Нік Антоска                                                                | 26 жовтня 2018          | 0,32              |
| 20                | 2                  | «Where Did You Sleep Last Night» | Е. Л. Кац  | Александра Печман і Нік Антоска                                            | 27 жовтня 2018          | 0,32              |
| 21                | 3                  | «Love Hurts»                     | Е. Л. Кац  | Ленор Зайон і Ліза Лонг                                                    | 28 жовтня 2018          | 0,27              |
| 22                | 4                  | «Bizarre Love Triangle»          | Е. Л. Кац  | Ідея: Мелорі Вестфолл та Ізабелла Гутьєррес Сценарій: Меллорі Вестфол      | 29 жовтня 2018          | 0,17              |
| 23                | 5                  | «You Belong to Me»               | Е. Л. Кац  | Енджел Варак-Іглар і Джастін Бойд                                          | 30 жовтня 2018          | 0,26              |
| 24                | 6                  | «Two of Us»                      | Е. Л. Кац  | Ідея: Нік Антоска та Ізабелла Гутьєррес Сценарій: Нік Антоска та Ліза Лонг | 31 жовтня 2018          | 0,24              |